# Station Arbroath
Arbroath is een station van National Rail in Angus in Schotland. Het station is eigendom van Network Rail en wordt beheerd door ScotRail. 

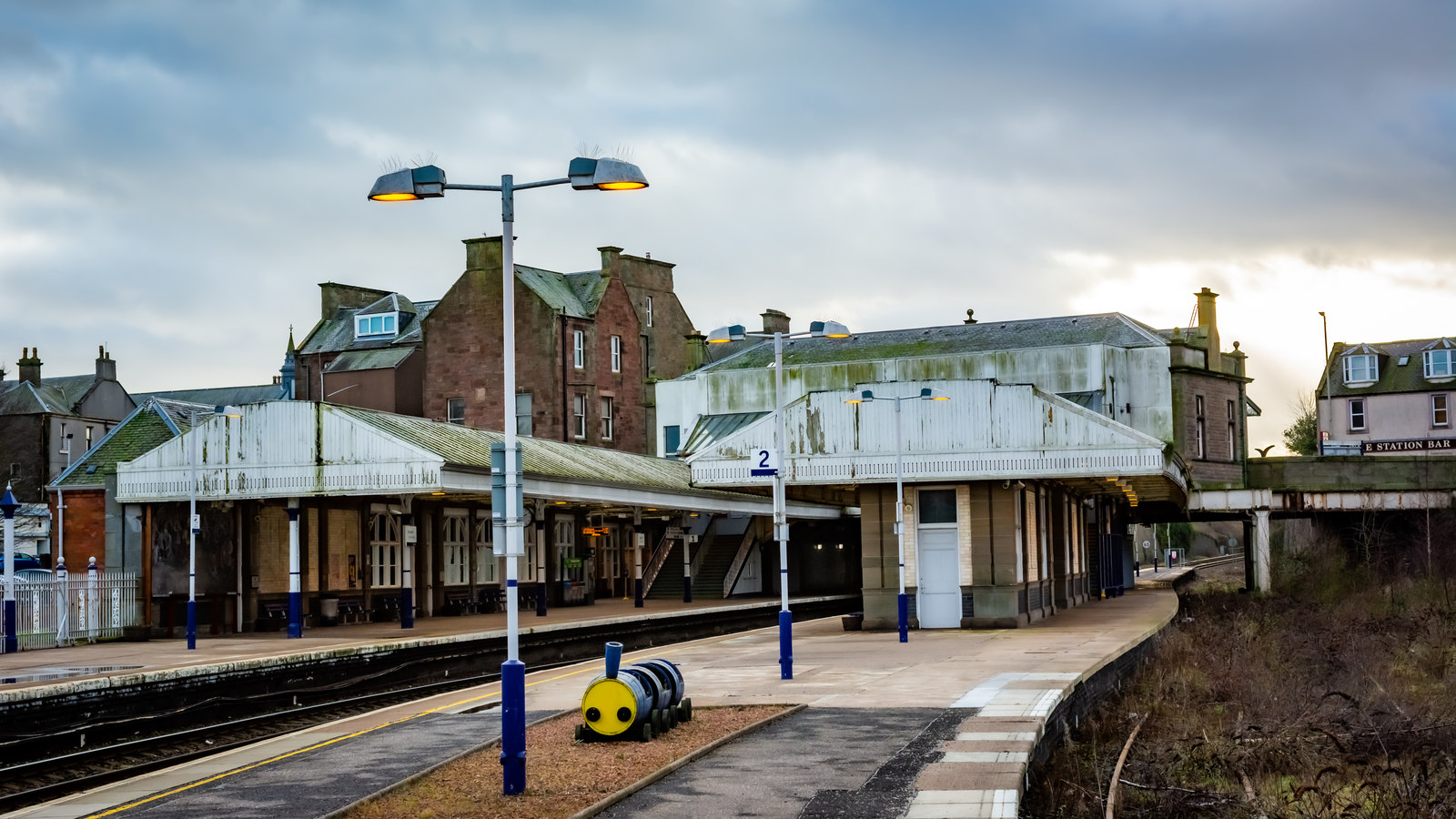
Perrons, 2020